# Bacchanales (Mantegna)
Pour les articles homonymes, voir Bacchanale.
Les Bacchanales sont deux plaques gravées par Andrea Mantegna formant vraisemblablement un diptyque, associant la Bacchanale à la cuve et la Bacchanale au Silène, et datant d'avant 1481. 

## Histoire
Inspirée de la mythologie gréco-romaine, exploitant le thème des bacchanales, l'œuvre est considérée comme l'une des meilleures parmi la dizaine de gravures attribuées à Andrea Mantegna. La datation pose un problème dans la mesure où l'artiste ne l'indique pas sur ses plaques. Toutefois, elles ne peuvent pas avoir été gravées après 1480, étant donné qu'elles sont mentionnées avant cette date. Par ailleurs, le motif original n'a pas été retrouvé mais provient sans doute d'un relief de sarcophage romain que l'artiste a pu voir par exemple à la basilique Sainte-Marie-Majeure lors de son voyage à Rome. 
Les personnages se détachent des deux compositions grâce au fond sombre sur lequel elles s'inscrivent, dans un mode clair-obscur plus incisif que celui utilisé dans les dessins et dans la peinture, et imitant en cela les reliefs sculpturaux. Aucun spécialiste actuellement ne s'accorde sur la signification exacte de la scène ni à quel mythe elle fait précisément référence.
Ces deux scènes auraient été gravées de part et d’autre d’une même plaque. Le cuivre a été emporté en France en 1535 et réceptionné au château de Fontainebleau par Giulio Romano. Même si les deux parties ne se joignent pas parfaitement, la Bacchanale à la cuve et la Bacchanale au Silène forment un diptyque dans la mesure où, la scène décrite dans la première se poursuit dans la seconde. Dans la composition première, en bas à droite, on distingue en effet une sorte de mare de vin qui coule au sol depuis la cuve et qui se poursuit, dans la seconde.  
Albrecht Dürer en fit la copie sous la forme de dessins à l'encre vers 1494. Plusieurs copies gravées et plusieurs autres dessins ont été inspirés par cette gravure, parmi lesquels une copie de la figure de Bacchus par Nicoletto de Modène et une copie à l’eau-forte par Daniel Hopfer, dans le même sens, avec quelques variantes.
Cette thématique et ce dispositif, de façon plus affirmée, ont été exploités par Andrea Mantegna dans le Combat de dieux marins.

## Bacchanale à la cuve
Cette composition exécutée au burin et à la pointe sèche montre, sous une treille, une assemblée de personnages tels que des satyres, des putti et des hommes qui participent à une série de bacchanales. Le point focal de la scène est la cuve en bois (l'attribution du nom à cette pièce) laissant échapper du vin par un robinet, cuve sur laquelle un personnage est assis dans une attitude lascive et est visiblement plongé dans le sommeil de l'ivresse. Deux chérubins sont également endormis dans le centre inférieur, tandis que deux personnages sur la droite boivent avec des tasses, des bols et une corne : l'un des deux, affublé aux mollets de grelots, danse au milieu de la flaque de vin. L'interprétation du groupe situé à gauche semble plus complexe : un jeune homme (Bacchus ?) accompagné d'une corne d'abondance, reçoit la couronne de pampres d'un vieillard monté sur les épaules d'un homme assez grand et svelte, allusion probable, mais discutable, au mythe d'Anchise et d'Énée,.
Il existe 53 épreuves connues de cette plaque dans le monde. Les formats varient sensiblement, en fonction des états et des tirages, certaines épreuves étant rognées. Par exemple, celle du Département des estampes et de la photographie de la Bibliothèque nationale de France (Paris) fait 27,9 × 41,7 cm, quand celle du Metropolitan Museum of Art (New York) fait 29,9 × 43,7 cm.

## Bacchanale au Silène
Au centre, sous une treille, le personnage qui donne son nom à la composition, un silène, compagnon habituel de Bacchus, est porté par deux faunes et un satyre qui le couronne ; à gauche, des personnages en portent d'autres, dont un de sexe féminin, assez mystérieux, sur leur dos ; à droite, deux faunes, l’un joue d’une flûte double, l’autre tient un chalumeau.
Il existe 45 épreuves connues de cette plaque dans le monde. De même que pour la première composition, les formats varient sensiblement, en fonction des états et des tirages, certaines épreuves étant rognées.